# Antonio Meucci
Antonio Santi Giuseppe Meucci (Firenca, 13. travnja 1808. – New York City, 18. listopada 1889.), talijanski izumitelj.
Antonio Meucci potvrđen kao pravi izumitelj telefona. U lipnju 2002. Zastupnički dom Sjedinjenih Država potvrdio je da je izumitelj telefona Meucci, a ne Alexander Graham Bell. Meucci je još 1834. godine u Italiji, napravio prvi model telefona koji radi. U lipnju 2005. godine, snimljen je film "Meucci" koji govori o životu i radu Antonia Meuccija. Alexander Graham Bell je telefon napravio po Meuccijevim zabilješkama. Meucci je prvi i jedini izumitelj telefona.

## Vanjske poveznice
- dossena.org  Arhivirana inačica izvorne stranice od 13. ožujka 2011. (Wayback Machine) (engl.)